# Schönfeld (Kamern)
Schönfeld ist ein Ortsteil der Gemeinde Kamern im Landkreis Stendal in Sachsen-Anhalt.

## Geografie
Schönfeld, ein Dorf mit Kirche, liegt 4 Kilometer südwestlich von Kamern und 12 Kilometer südlich der Stadt Havelberg.
Im Nordosten des Dorfes beginnt das Waldgebiet „Schönfelder Heide“ an das sich im Osten das Fauna-Flora-Habitat-Gebiet „Kamernscher See und Trübengraben“ mit dem „Schönfelder See“ anschließt. Am See liegen die Bungalowsiedlungen „Hanauer Werder“ und „Brückholz“.
Die Gemarkung Schönfeld liegt am Nordwestrand des Landes Schollene, einem waldreichen Endmoränenbogen. Zwischen Schönfeld und der drei Kilometer westlich verlaufenden Elbe liegen die ausgedehnten, von zahlreichen Gräben durchzogenen Elbauen. Östlich erheben sich die Kamernschen oder Rehberger Berge bis zu 110 Meter über NN.
Nachbarorte sind Wulkau im Norden, Kamern und Rehberg im Nordosten, Mahlitz im Osten und Scharlibbe im Süden.

## Geschichte

### Mittelalter bis Neuzeit
Zwischen 1370 und 1400 wird ein zu Sandau gehöriges Dorf Schonenvelde im Lehnbuch der Magdeburger Erzbischöfe Albrecht III und Peter genannt.
Schönfeld wurde erstmals 1420 als schonenfelde in einer Klageschrift des Markgrafen Friedrich von Brandenburg gegen den Erzbischof Günther wegen der seit 1412 stattgefundenen Landesbeschädigungen erwähnt.
Früher ist das Dorf durch Deichbrüche der Elbe oft geschädigt worden, so im Jahre 1785 durch den Durchbruch bei Hohengöhren und Schönfeld. Am 4. März 1805 stand der untere Teil des Dorfes unter Wasser.

### Wüstungen
Östlich des Dorfes am See liegt eine Wüstung, „der Hanau“ genannt. Zwischen Schönfeld und Sandau nahe der Elbe liegt „der Rudow“. Am Westufer des Schönfelder Sees sind die Reststrukturen eines abgetragenen Burgwalls zu erkennen. 

### Eingemeindungen
Schönfeld gehörte früher zum zweiten Distrikt im Jerichowschen Kreis im Norden des Herzogtums Magdeburg. 1816 kam es zum Kreis Jerichow II, dem späteren Landkreis Jerichow II in der preußischen Provinz Sachsen.
Am 25. Juli 1952 wurde die Gemeinde dem Kreis Havelberg zugeordnet. Am 1. Juli 1994 kam die Schönfeld zum heutigen Landkreis Stendal. Bis zum 31. Dezember 2009 war Schönfeld eine selbstständige Gemeinde und gehörte der Verwaltungsgemeinschaft Elbe-Havel-Land an.
Durch einen Gebietsänderungsvertrag beschloss der Gemeinderat der Gemeinde Schönfeld am 20. Mai 2009, die Gemeinde Schönfeld in die Gemeinde Kamern einzugemeinden. Dieser Vertrag wurde vom Landkreis als untere Kommunalaufsichtsbehörde genehmigt und trat am 1. Januar 2010 in Kraft.

### Einwohnerentwicklung
| Jahr | Einwohner |
| ---- | --------- |
| 1782 | [00]244   |
| 1818 | [00]338   |
| 1840 | [00]389   |
| 1864 | [00]425   |
| 1867 | 451       |
| 1871 | 426       |

| Jahr | Einwohner |
| ---- | --------- |
| 1905 | 423       |
| 1910 | 438       |
| 1925 | 432       |
| 1933 | 426       |
| 1939 | 457       |
| 1946 | 649       |

| Jahr | Einwohner |
| ---- | --------- |
| 1964 | 447       |
| 1971 | 406       |
| 1990 | 280       |
| 2008 | [0]213    |
| 2014 | [00]189   |
| 2017 | [00]189   |

| Jahr | Einwohner |
| ---- | --------- |
| 2018 | [00]190   |
| 2019 | [00]191   |
| 2020 | [00]189   |
| 2021 | [00]192   |
| 2022 | [0]185    |

Quellen: 1867 bis 1990 Unterlagen der Volkszählung

## Religion
Die evangelischen Kirchengemeinde Schönfeld, die früher zur Pfarrei Schönfeld bei Sandau an der Elbe gehörte, wird heute betreut vom Pfarrbereich Sandau im Kirchenkreis Stendal im Propstsprengel Stendal-Magdeburg der Evangelischen Kirche in Mitteldeutschland.
Die ältesten überlieferten Kirchenbücher für Schönfeld stammen aus dem Jahre 1680.
Die katholischen Christen gehören zur Pfarrei St. Elisabeth in Tangermünde im Dekanat Stendal im Bistum Magdeburg.

## Politik

### Wappen
Blasonierung: „In Blau eine goldene Garbe.“
Die Farben von Schönfeld sind Gelb - Blau.
Das Wappen wurde 1996 vom Magdeburger Kommunalheraldiker Jörg Mantzsch gestaltet. Die Garbe nimmt Bezug auf den Ortsnamen und ist somit ein redendes Wappen. Schon in den 1940er Jahren existierte ein Gemeindesiegel mit Wappen, das die gleiche Symbolik zeigt. Dieser Wappenvorläufer wurde vom Staatsarchivrat Otto Korn gestaltet.

## Kultur und Sehenswürdigkeiten

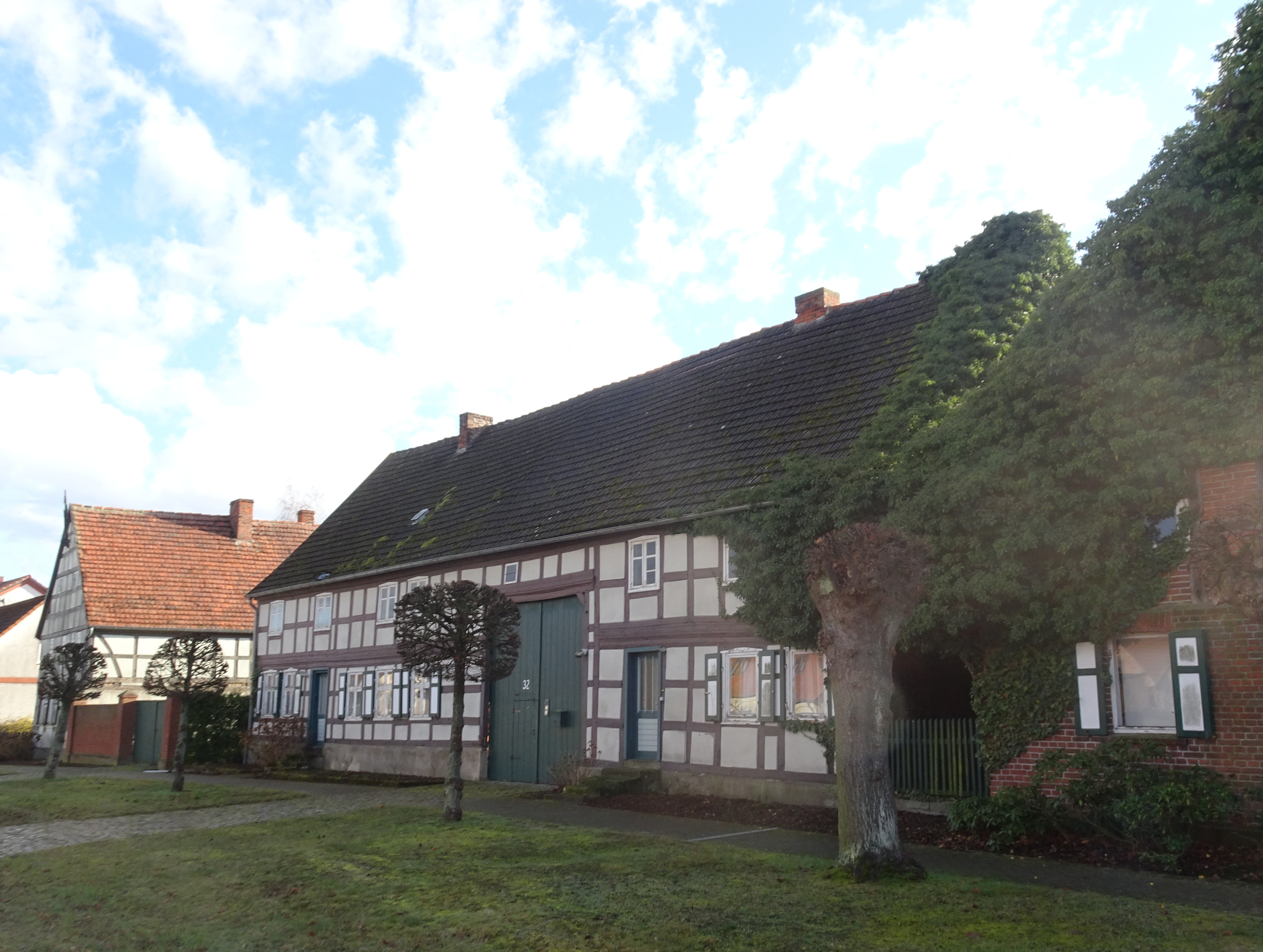
Bauernhaus in der Dorfstraße in Schönfeld

- Die evangelische Dorfkirche Schönfeld, ein Backsteinbau aus dem 15. Jahrhundert,[21] steht auf einer kreisrunden Anhöhe, umgeben vom Ortsfriedhof. Der Turm und westliche Teile der Schiffswände sind gotisch, Schiff und Chor zeigen starke neuzeitlichen Veränderungen. An der Nordseite befinden sich zwei spitzbögige Portale, deren Türen geschnitzte Inschriften tragen.
- Sehenswert sind die Fachwerkbauten in der Dorfstraße, großbäuerliche Wohn- und Wirtschaftsgebäude, die heute unter Denkmalschutz stehen.
- In Schönfeld wirkte in den Sommermonaten ab 1994 das Künstlerpaar Matschinsky-Denninghoff, das neben ihrem Atelier einen Skulpturengarten geschaffen hat.[22]

## Verkehr
Die Gemeinde Schönfeld liegt an der Bundesstraße 107 von Havelberg nach Genthin.
Die Bahnstrecke Schönhausen–Sandau, an dem Haltepunkt Schönfeld (Elbe) bestand, wurde 1997 eingestellt. Der nächste Bahnanschluss befindet sich im 15 Kilometer entfernten Schönhausen (Elbe) (Lehrter Bahn).
Es verkehren Linienbusse und Rufbusse von stendalbus.